# ゆく年くる年 (JFN)
ゆく年くる年（ゆくとしくるとし）は、TOKYO FM をキー局としてJFN各局で、1970/1971年から毎年12月31日から翌1月1日に放送されているラジオ番組（年越し番組）である。

## ゆく年くる年〜一秒の言葉
2008/2009年はかつて民放テレビの『ゆく年くる年』のスポンサーだったセイコーが20年ぶりに復帰し、『SEIKO presents ゆく年くる年〜一秒の言葉』としてJFN加盟38局同時ネットで放送された。パーソナリティは松任谷正隆と柴田玲。
JFN各局の特設サイトから「あなたにとっての一秒の言葉とそれにまつわるエピソード」を募集し、各局ごとに選定した優秀作をリスナーによるWEB投票によって決定した最優秀賞を発表した。

## その他
東日本大震災後の復興支援・応援特番として放送した2011/2012年の年越し特番は、三菱UFJニコスが単独スポンサーだった。
| スタブアイコン | サブスタブ | この項目は、まだ閲覧者の調べものの参照としては役立たない、ラジオ番組に関連した書きかけの項目です。この項目を加筆・訂正などしてくださる協力者を求めています（P:ラジオ/PJ:放送番組）。 |